# Grand Prix 1933
Grand Prix-säsongen 1933 gjordes ett uppehåll i Europamästerskapet för Grand Prix-förare. Antalet Grandes Épreuves utökades till fem tävlingar.

## Grand Prix
| Grand Prix            | Bana              | Datum        | Vinnande förare  | Vinnande konstruktör |
| --------------------- | ----------------- | ------------ | ---------------- | -------------------- |
| Monacos Grand Prix    | Monte Carlo       | 23 april     | Achille Varzi    | Bugatti              |
| Frankrikes Grand Prix | Montlhéry         | 11 juni      | Giuseppe Campari | Maserati             |
| Belgiens Grand Prix   | Spa-Francorchamps | 9 juli       | Tazio Nuvolari   | Maserati             |
| Spaniens Grand Prix   | Lasarte           | 17 juli      | Louis Chiron     | Alfa Romeo           |
| Italiens Grand Prix   | Monza             | 10 september | Luigi Fagioli    | Alfa Romeo           |